# Tachysurus vachellii
Tachysurus vachellii е вид лъчеперка от семейство Bagridae.

## Разпространение
Видът е разпространен във Виетнам и Китай (Анхуей, Гуандун, Гуанси, Гуейджоу, Джъдзян, Дзянси, Дзянсу, Пекин, Съчуан, Тиендзин, Фудзиен, Хайнан, Хубей, Хунан, Хъбей, Хънан, Чунцин, Шандун, Шанси, Шънси и Юннан). Внесен е в Хонконг.

## Описание
На дължина достигат до 35 cm.
Популацията на вида е намаляваща.